# Guberevac (Sopot)
Guberevac (Servisch cyrillisch Губеревац) is een plaats in de Servische gemeente Sopot. De plaats telt 646 inwoners (2002).